# Aleutok
Az aleutok (az aleut = allíthuh az aleut nyelvből ered, jelentése: közösség; korábban e nép az Unangax̂, Unangan vagy Unanga szóval illette magát, amely tengerparti emberek-et jelent) az alaszkai Aleut-szigetek és az oroszországi Kamcsatka őslakosai.
Az Aleut elnevezést az oroszok adták az Unangan prémkereskedőknek, a 18. században.

## Hazájuk
Az aleutok hazája magába foglalja az Aleut-szigeteket, a Pribilof-szigeteket, a Shumagin-szigeteket, és Alaszka legnyugatibb részeit. A 19. században az Orosz-amerikai Társaság az aleutokat kényszerrel átköltöztette az Aleut-szigetekről a Parancsnok-szigetekre.

## Történelmük
A 18. században, miután a hittérítők megérkeztek az Aleut-szigetekre, sok aleut kereszténnyé vált, belépve az orosz ortodox egyházba. Észak-Amerika első keresztény vértanúi között ott van Aleut Szent Péter.
A 18. században orosz prémvadászközpontok létesültek a szigeteken, és ezek kihasználták az őslakosokat.
1784-ben, Amchitkában feljegyeztek egy felkelést az orosz munkások ellen. A felkelés azoknak az árucikkeknek a kifogyása miatt tört ki, amelyeket az oroszok adtak a szőrmékért.
1811-ben, az aleutok a San Nicholas szigetre mentek vadászni. Itt vita támadt a helybeliekkel, a nicoleño törzs embereivel, a vadászatra kért adó miatt. Háború tört ki köztük, és a csatában majdnem az összes helybeli férfit megölték. 1853-ban az utolsó nicoleño nő is elhunyt.
A szigetcsoportokon körülbelül 25 000 aleut élt eredetileg. A prémkereskedők barbarizmusa és az általuk behozott betegségek nemsokára a tizedére csökkentették az őslakosok számát. Az 1910-es évi népszámláláskor 1491 aleut élt. A 2000-es évi népszámláláskor 11 941 ember tartotta magát aleutnak, és még 17 000 azt vallotta, hogy aleutok voltak az ősei. Az alaszkaiak általában elfogadják azt a tényt, hogy az orosz megszállás nem hagyott egy tiszta vérű aleutot sem. Amikor az alaszkai őslakosok helybeli szövetséget hoztak létre 1971-ben, és megalkották az Alaszkai Őslakos Földet Követelő Iratot (Alaska Native Claims Settlement Act of 1971 (ANCSA)), közülük csak 2000 fő tudta bizonyítani, hogy vérének egynegyed vagy ennél több része aleut.
1942-ben, a második világháború idején, a japánok elfoglalták az Aleut-szigetek nyugati részén lévő Attu- és Kiska-szigeteket, és a lakosságot Hokkaidóba vitték hadifogságba. A második világháború idején az Amerikai Egyesült Államok kormánya úgy határozott, hogy több száz aleutot a nyugati részről és Pribilof-szigetekről áttelepít Alaszka délkeleti részére, koncentrációs táborokba. Itt sokan meghaltak. 1988-ban az Amerikai Egyesült Államok Kongresszusa, hogy kárpótolja a megmaradtakat, egy aleut települést hozott létre (Aleut Restitution Act of 1988).

## Kultúra és technológia

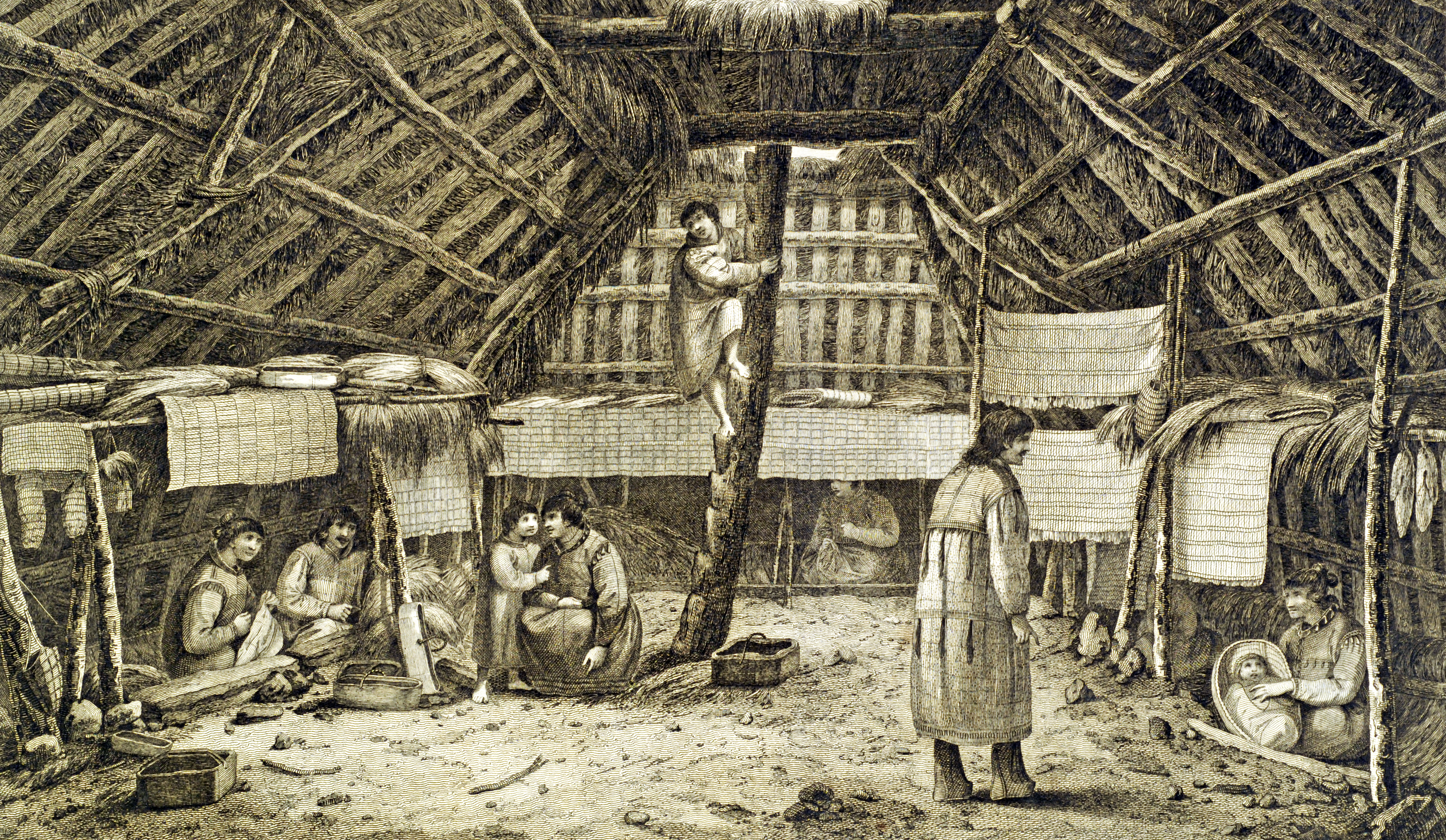
Belülről egy barabara

Az aleutok részben földalatti házakat építettek, ezeket Barabarának nevezték. Lillie McGarvey szerint, aki a 20. században aleut vezér volt, „a barabarák szárazon tartják lakóikat, a sűrű esőzésektől, mindig melegek, és jól védenek az erős széltől, amely a környéken tombol.”.
Az aleut hagyományos művészet magába foglalja a vadászatot, fegyverkészítést, baidarkas-készítést (tengeri kajak, amit vadászatkor használnak), és szövést. A 19. században a kézművesek híresek voltak a díszített, fából készült vadászkalapjaik miatt, amelyeken nagy kiterjedésű és színes formák voltak. A vadászkalapokat fülesfóka bajusszal, tollakkal és rozmáragyarral is rojtozták. Az aleutok fókabélből finom, vízhatlan parkas-okat (ruha) készítettek, és egyes asszonyok még most is ügyesen szőnek rozsból és tengerifűből.
Az aleut kosárfonás az egyik legfinomabb a világon, az őskorba nyúlik vissza. A korai aleut nők kosarakat és matracokat szőttek, meghosszabbodott és kihegyezett hüvelykujj körmeiknek segítségével. Még manapság is remek alkotásaik vannak az aleut szövőknek, akik a modern művészetben csodálatosan beillesztik az ősi elemeket. Aleutul a fűből készült kosárnak így mondják: qiigam aygaaxsii.

### Nyelvük
Habár USA-ban és Oroszországban, az aleutok az angolt és az oroszt beszélik, az aleut nyelv még mindig több száz embernek az anyanyelve. Az aleut nyelv az Eszkimó-aleut nyelvcsaládba tartozik és három tájszólása létezik: keleti aleut, ezt az Aleut-szigetek keleti részén, Shumagin-, Fox- és Pribilof-szigeteken beszélik; atkai aleut, ezt Atka- és Bering-szigeten beszélik; és a mára már kihalt orosz aleut, amelyet Attu-szigeten beszéltek. A Pribilof-szigeteken él a legtöbb aleut nyelvet beszélő ember.

### Az irodalomban
Neal Stephenson „Snow Crash” című regényében, Raven, aki egy aleut szigonyozó, bosszút akar állni, amiért az Amerikai Egyesült Államok nukleáris kísérletet csináltak Amchitkán.
Az aleut törzsek Sue Harrisonnak is szereplői az „Ivory Carver” trilógiában. A trilógia 3 címe: „Mother Earth Father Sky”, „My Sister the Moon” és „Brother Wind”.
Irving Warner 2007-es történelmi regényében, melynek címe „The War Journal of Lila Ann Smith”, az attu-szigeti aleutokról ír, akiket a japánok hadifogságba vittek.
Dana Stabenow egy sorozat bűnügyi regényt adott ki Alaszkában, melynek főszereplője egy aleut nő, Kate Shugak nyomozó.

## További irodalom
- Jochelson, Waldemar. History, Ethnology, and Anthropology of the Aleut. Washington: Carnegie institution of Washington, 1933.
- Kohlhoff, Dean. When the Wind Was a River Aleut Evacuation in World War II. Seattle: University of Washington Press in association with Aleutian/Pribilof Islands Association, Anchorage, 1995. ISBN 0-295-97403-6
- Murray, Martha G., and Peter L. Corey. Aleut Weavers. Juneau, AK: Alaska State Museums, Division of Libraries, Archives and Museums, 1997.
- Veltre, Douglas W. Aleut Unangax̂ Ethnobotany An Annotated Bibliography. Akureyri, Iceland: CAFF International Secretariat, 2006. ISBN 9979-9778-0-9